# Euthalia telchinia
Euthalia telchinia är en fjärilsart som beskrevs av Ménétriés 1857. Euthalia telchinia ingår i släktet Euthalia och familjen praktfjärilar. Inga underarter finns listade i Catalogue of Life.

## Bildgalleri

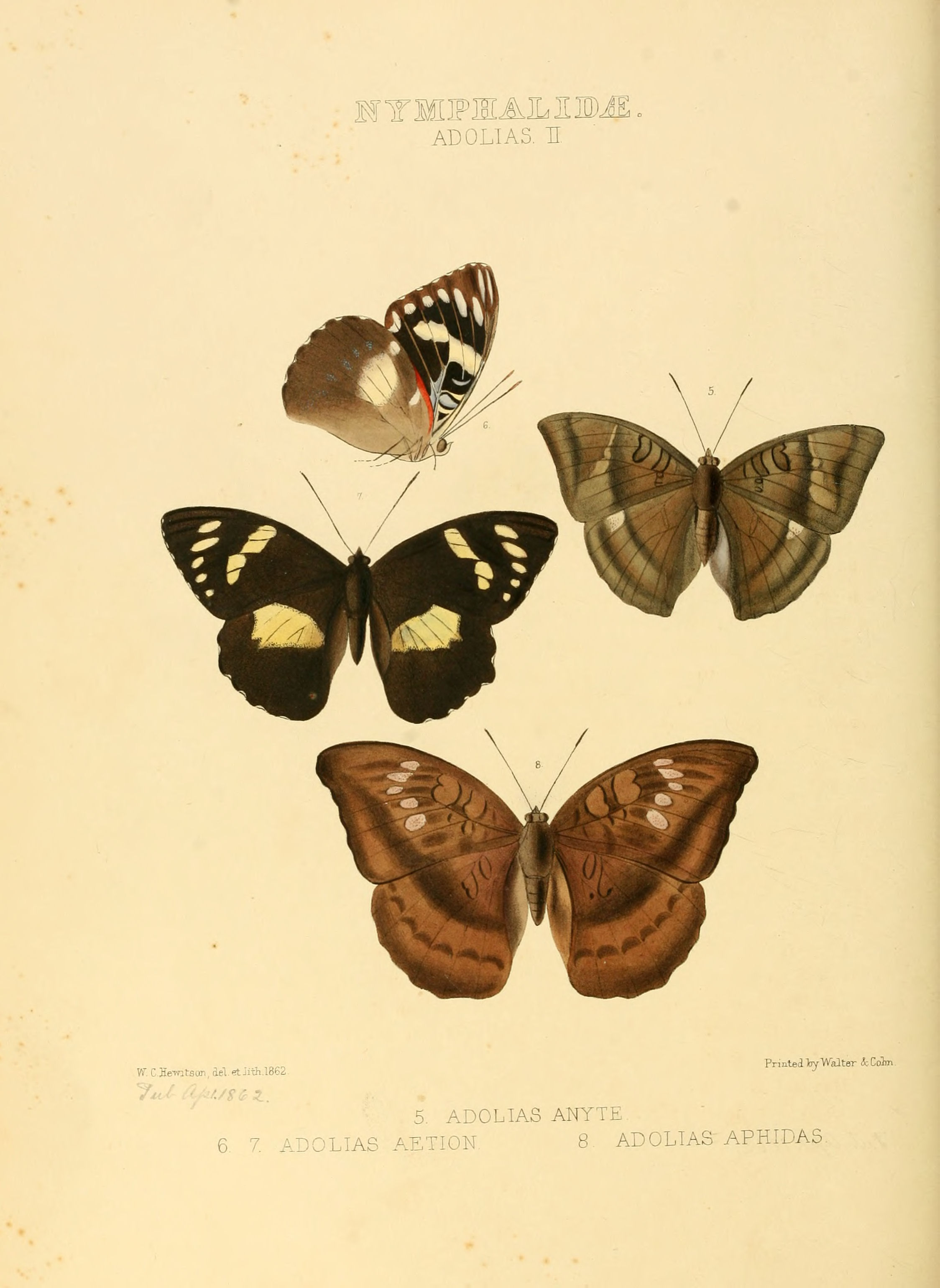
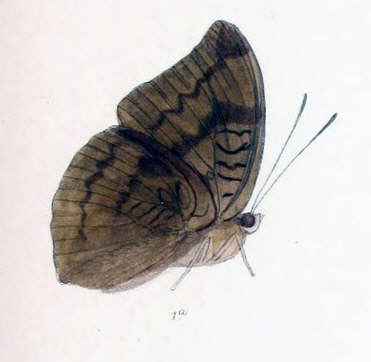
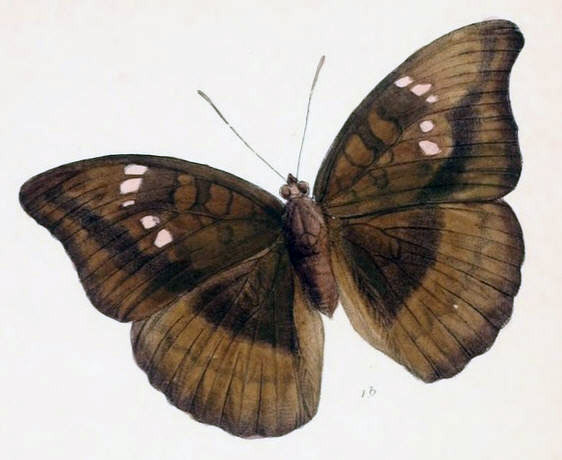
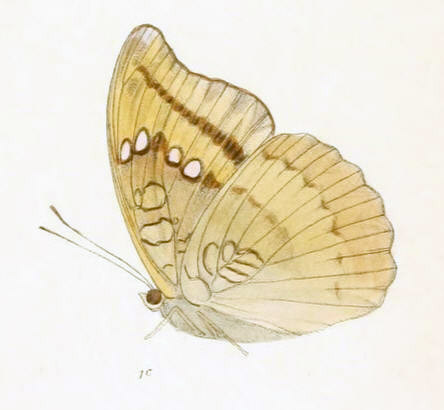
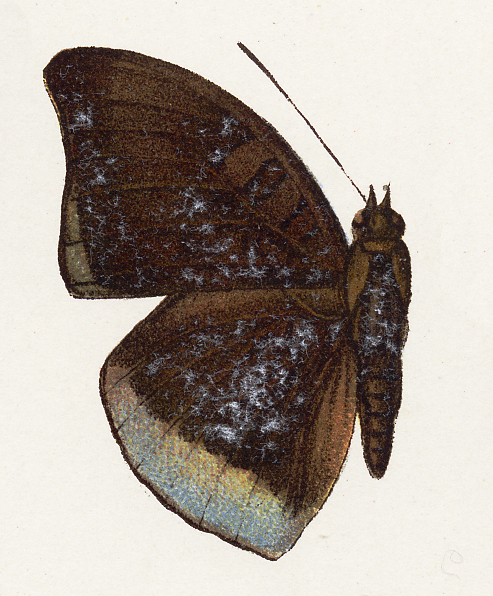